# Skeppsjön, Ångermanland
Skeppsjön är en sjö i Örnsköldsviks kommun i Ångermanland och ingår i Moälvens huvudavrinningsområde. Sjön är 4,6 meter djup, har en yta på 0,03 kvadratkilometer och befinner sig 221 meter över havet.